# 仙台味噌
仙台味噌（せんだいみそ）は、宮城県で生産されている味噌である。米麹と大豆によって作られる辛口の赤味噌である。風味高く、そのまま食べる事もできるため「なめみそ」とも呼ばれる。地域団体商標であり、宮城県味噌醤油工業協同組合に加盟しているメーカーによって宮城県内で一定の基準に沿って製造された味噌が仙台味噌として販売されている。江戸時代に仙台城の城下町に御塩噌蔵（ごえんそぐら）と呼ばれる味噌醸造所が設置され、城下の商人が蔵の運営と味噌の製造を行った事が仙台味噌の始まりと伝わっている。

## 歴史
仙台味噌の由来として「伊達政宗が文禄2年（1593年）の朝鮮出兵の際に持参した味噌が、夏場でも腐敗しなかったため、他の武将に乞われて分け与えたことから仙台味噌が有名となった」という説があるが、当時の伊達政宗の居城は岩出山城であることと、仙台という地名が慶長5年（1600年）に伊達政宗が名づけたものであるため、これは誤りであるとされる。
仙台味噌の呼称に関して言えば、仙台藩の味噌御用を勤めていた真壁屋市兵衛が寛永3年（1626年）3月、国分町にて「仙台味噌」の招牌を掲げたのが元祖とされている。その後、伊達政宗の指示により城下に御塩噌蔵が設けられ、真壁屋がその醸造・運営に当たった。真壁屋は100石の扶持を与えられ、武士として古木氏をも名乗った。
第2代藩主忠宗の頃より江戸・大井の仙台藩下屋敷において、江戸勤番の士卒に配給するために御塩噌蔵と同様の原料・醸造方法により製造されていた味噌の剰余分が、江戸の味噌問屋へ払い下げられるようになったことから、江戸市中に「仙台味噌」の名が知られるようになった。このことから、大井の仙台藩下屋敷は「味噌屋敷」とも呼ばれるようになった。
明治期においては、1872年（明治5年）11月に仙台藩下屋敷の味噌醸造所の経営を引き継いだ佐藤素拙によって、仙台味噌の醸造・販売が積極的に行われ、またその製法が東京府内の味噌醸造業者に広まり、「仙台味噌」の名が東京市場を風靡したと伝えられている。
さらに明治時代末期、日本陸軍糧秣廠に勤めていた河村五郎（日出味噌創業者）が、麹の働きを温度管理で調節する味噌速醸法を考案。醸造時間を年単位から数ヶ月に短縮することが可能となった。この醸造法は、後に特許が開放され、仙台味噌の醸造法とセットで全国に普及したことから他地域にも普及した。また、第二次世界大戦中には、東京で主流だった江戸甘味噌は米糀を大量に使うことから贅沢品として禁止され、仙台味噌が配給味噌の基準製法となったこともあり、関東から東北にかけて圧倒的なシェアを有するに至った。しかし、戦中から戦後にかけてマルマンがさらなる速醸法（中田式速醸法）を開発し、それが信州味噌の製造法とともに関東地方に普及したため、戦前のような市場占有率を維持できなくなった。現在の日出味噌は江戸甘味噌の他に仙台味噌の基準を満たす辛口の赤味噌を製造しているが、東京のメーカーであるため仙台味噌とは表記していない。
1952年（昭和27年）から宮城県味噌醤油工業協同組合は仙台味噌と醤油の品質向上を目的として「本場仙台味噌・醤油鑑評会」を開催している。2007年（平成19年）3月16日には仙台味噌が地域団体商標に登録された。

## 主な製造会社
商品名としては、旧字体の「仙臺」が用いられる場合もある。前述の通り、全て宮城県味噌醤油工業協同組合加盟社である。
- 株式会社阿部幸商店（仙台市、ブランド名「タニカゼ」）
- 合資会社亀兵商店（仙台市、ブランド名「マルヒロ」）
- 仙台味噌醤油株式会社（仙台市、ブランド名「ジョウセン」）
- 株式会社佐々重（仙台市）[16]
- 株式会社佐藤麹味噌醤油店（仙台市、ブランド名「ヤマシゲ」）
- 鈴憲味噌醤油醸造株式会社（仙台市）[17]
- 高砂長寿味噌本舗（石巻市）[18]
- ヤマカノ醸造株式会社（登米市）
- 株式会社山田屋（亘理町、ブランド名「マルジン」）[19]
- 永田醸造株式会社（亘理町、ブランド名「老松」）
- 川敬醸造株式会社（涌谷町)
- 鎌田醤油株式会社（美里町、ブランド名「キッコートキワ」)